# Skálolez skákavý
Skálolez skákavý neboli sassa (Oreotragus oreotragus) je malá africká antilopa.

## Popis

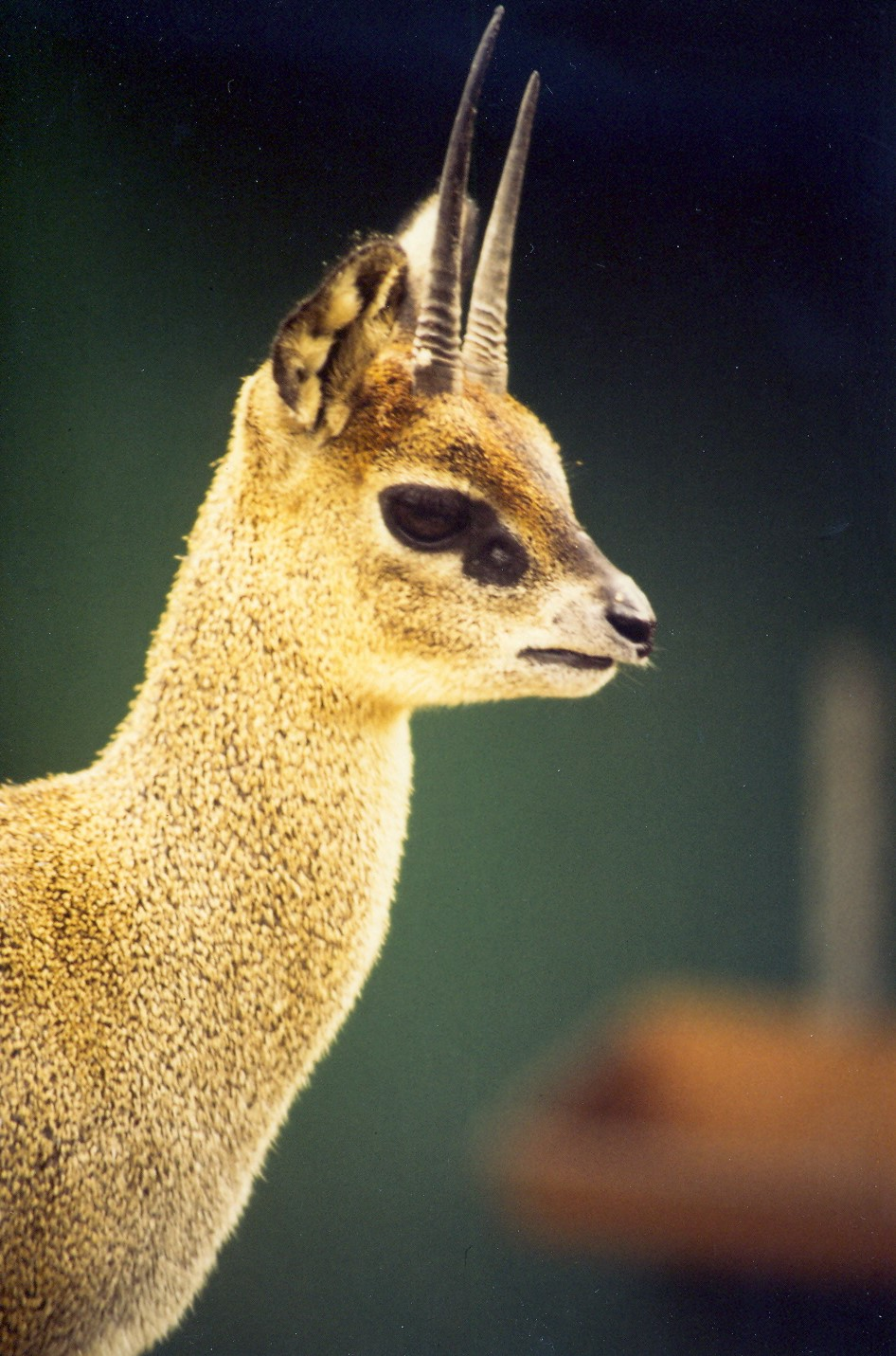
Skálolez skákavý (samec)

Skálolez je poměrně malá antilopa, pokud ji porovnáme s jejími antilopími příbuznými. Dosahuje výšky v kohoutku circa 58 cm, délky těla 75–115 cm a délky ocasu 7–23 cm. Na hřbetě mají dlouhou, hustou, štětinatou a většinou olivově nebo rezavošedě zbarvenou srst, která jim napomáhá splynout s prostředím ve kterém žijí – na skalnatých plochách, které se zároveň střídají s ostrůvky trávy a shluky keřů; na břiše mají srst světlejší.
Má krátkou hlavu s velkýma tmavýma očima a s vysokýma okrouhlýma ušima. Nejcharakterističtější jsou však její tupě zakončená kopýtka, což způsobuje, že antilopa chodí téměř „po špičkách“. To jí umožňuje žít i v příkrých terénech, kam by se jiné antilopy jen stěží dostaly. V tomto přizpůsobení ho můžeme snad srovnat jen s kamzíkem. Samice jsou o něco těžší než samci a až na poddruh O. o. schillingsi nemají samice rohy, které u samců měří 20–25 cm.

## Způsob života
Skálolezi žijí převážně v párech, ale často jsou viděni i v malých skupinkách. Své teritorium si značkují výměškem pachových žláz a krutě si ho brání proti vetřelcům.

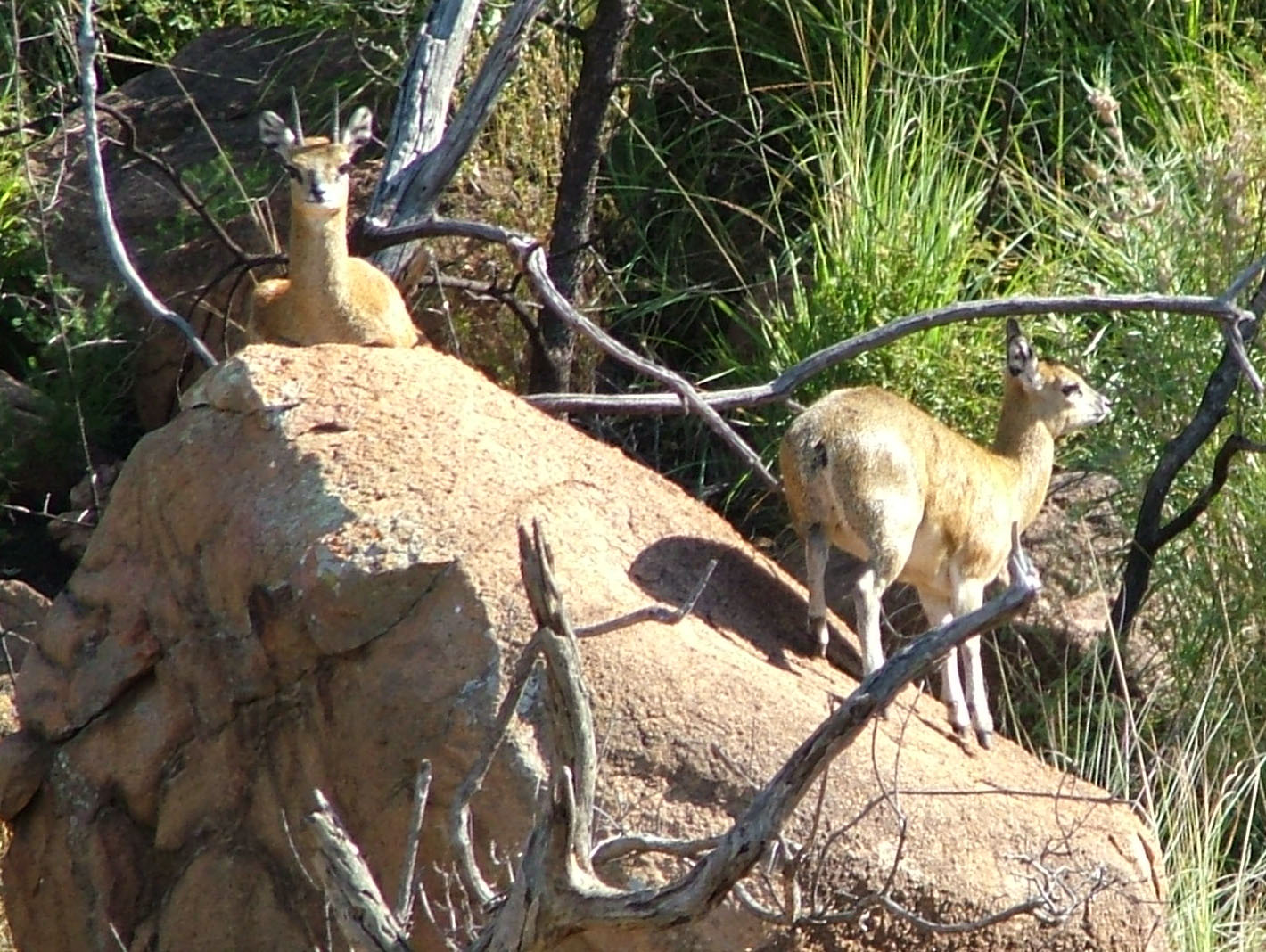
Pár skálolezů

Jsou aktivní hlavně na večer, za měsíčních nocí a brzy ráno, jinak se schovávají mezi keři pryšců a v husté trávě kolem skalních útesů. Skálolezi jsou velice plaší a pokud jen na malou vzdálenost zhlédnou nepřítele, ihned mizí vysokými a dlouhými skoky mezi skalními útesy, kde se dají jen stěží nalézt. Dá se tedy říci, že ten, kdo může skálolezy delší dobu pozorovat jen na dálku, má velké štěstí.
Skálolezi jsou býložravci, jejichž potravy tvoří především listy, květy, plody, sukulent, mech a tráva přičemž se občas ve snaze na ně dosáhnout stavějí na zadní nohy. Dokáží také delší dobu vydržet bez vody, pokud není na blízku nějaký vodní zdroj.
Období páření u skálezů trvá od září do ledna, kdy vytvářejí trvalé páry. Samice rodí asi po 214 dnech jediné mládě a za rok může mít i dva vrhy.